# Campillo de Arenas
Campillo d'Arenas és un municipi de la província de Jaén (Espanya), situat en la comarca de Sierra Mágina, amb una població de 2.020 habitants (INE 2006).